# ジャンカ
ジャンカは、コンクリートの打設不良の事例の一つ。型枠を外したコンクリート構造物の表面に砂利が凝集・露出している部分。締め固め不足やセメントペーストの回りの悪さにより発生する。「豆板」（まめいた）あるいは「す」と呼ぶ場合もある 。

## 概要
- コンクリートの仕上がり表面上に凹部が生じ、表面がザラつき粗骨材が確認できる状態をいう。極端に酷い場合には、大きな空隙ができ、鉄筋が露出することがある。
- ジャンカの状態になると、コンクリートの中性化が加速し、通常のコンクリートの半分以下の強度になること、また、鉄筋コンクリートでは、鉄筋の腐食が進行する恐れがあることから、地震の際の建物の安全性や耐用年数に重大な問題が生じる。

## 対策
- コンクリート打設時に、落下高を抑え、分離が生じにくくする環境にすること。
- 開口部など施工精度が要求される、打設が行われにくい箇所には十分に締め固めを行うこと[2]。
- 型枠からペーストの漏れを防ぎ（型枠の隙間を減らす努力をすること等）、セメントと骨材が分離しないようにすること[2]。